# 大黒森 (田子町)
大黒森（おおくろもり）は、青森県三戸郡田子町にある山である。

## 概要
田子町西部に位置する山で、標高は718.7mの円錐形の山容である。
頂上には「大黒神社」があり古来から信仰の対象ともなつているとともに、10万本のヤマツツジが自生する。
展望台や林道が整備され、山麓の施設とあわせ多くの行楽客が訪れる。

## 町民の森
山全体は町民の森として整備され水源の森百選 に選定されている。
| 山岳   | 面積(ha) | 標高(m)   | 人工林(%) | 天然林(%) | 主な樹種                         | 制限林                       | 種類                                                   | 流量(m3/日) |
| ------ | -------- | --------- | --------- | --------- | -------------------------------- | ---------------------------- | ------------------------------------------------------ | ----------- |
| 大黒森 | 1,510    | 220〜718m | 80        | 20        | スギ・アカマツ・コナラ・カラマツ | 水源かん養保安林、保健保安林 | 湧水源、流水馬淵川水系猿辺川支流（かぎかけ川、種子川） | 3,170       |

東山麓は「町営牧場」・「タプコプ創遊村」等があり四季を通じて市民の憩いの森となっている。
- 所在地：青森県三戸郡田子町大字田子字川代ノ上

（データは指定年1995年（平成7年）7月）

## アクセス
- 公共交通機関:東北本線三戸駅下車、田子行きバス乗り換え「サンモール田子」下車、タクシーで「タプコプ創造村」
- 車：青森県道21号田子十和田湖線「タプコプ創造村」